# ヨハネス・ベルター
ヨハネス・ベルター(ドイツ語: Johannes Bölter、1915年2月19日 - 1987年9月16日)は、ドイツの軍人。最終階級は陸軍大尉。

## 経歴
第二次世界大戦ではドイツ国防軍陸軍第502重戦車大隊の小隊長として活躍し、実に139輌(資料によっては144輌)もの敵戦車を撃破したことで知られる。この記録はドイツ国防軍の中で第3位となるものであり、その戦功から柏葉付騎士鉄十字章を受章した。
ベルターは1940年6月19日のフランス侵攻の際に負傷、また1941年9月8日にはレニングラードで偵察中に負傷、さらに1944年8月19日、乗車していたティーガーIがソ連軍に砲撃され負傷と、大戦中負傷を繰り返しており、結果として5回以上の負傷で授与される戦傷章金章の受章に至っている。1944年に負傷してからは、終戦まで戦車下士官学校で教鞭を取っていた。
ベルターは同じ戦車乗りのエースとして有名なミハエル・ヴィットマンやエルンスト・バルクマン、オットー・カリウスやクルト・クニスペルらとともに、ドイツで最も優れた戦車乗りの一人に数えられている。

## 叙勲
- 戦傷章
  - 戦傷章黒章 (1940年7月2日)
  - 戦傷章銀章 (1943年2月8日)
  - 戦傷章金章 (1944年8月3日)
- 戦車突撃章
  - 戦車突撃章銀章 (1940年6月26日)
  - 戦車突撃章50回 (1944年7月15日)
  - 戦車突撃章75回 (1944年9月1日)
- 鉄十字章
  - 二級鉄十字勲章1939年章 (1939年9月30日)[1]
  - 一級鉄十字勲章1939年章 (1940年7月15日)[1]
- ドイツ十字章
  - ドイツ十字章金章 (1943年3月29日)[2]
- 騎士鉄十字章
  - 騎士鉄十字章 (1944年4月16日)[3]
  - 柏葉付騎士鉄十字章 (1944年9月10日)[4]